# Крутоярка (селище)
Крутоярка (в минулому — селище 5-го відділення Тилігуло-Березанського зернорадгоспу, 5-е відділення) — селище в Україні, у Березанській селищній громаді Миколаївського району Миколаївської області. Населення становить 127 осіб.